# مراكم مفرط

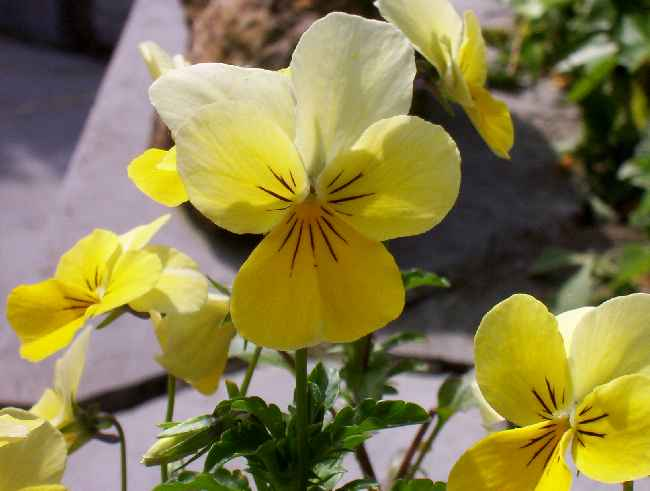
فيولا لوتيا الفرعية. كالاميناريا، المعروف أيضًا باسم بنفسج الزنك، ينمو في التربة التي تحتوي على نسبة عالية من الزنك.

مراكم مفرط (بالإنجليزية: Hyperaccumulator)، هو نبات قادر على النمو في التربة أو الماء بتركيزات عالية جدًا من المعادن، وامتصاص هذه المعادن من خلال جذورها، وتركيز مستويات عالية للغاية من المعادن في أنسجتها. تتركز المعادن في مستويات سامة للأنواع وثيقة الصلة التي لا تتكيف مع النمو في التربة المعدنية. بالمقارنة مع الأنواع غير المتراكمة، تقوم جذور المراكم المفرط باستخراج المعدن من التربة بمعدل أعلى ، ونقله بسرعة أكبر إلى براعمها، وتخزين كميات كبيرة في الأوراق والجذور. وقد ثبت أن القدرة على تراكم المعادن السامة مقارنة بالأنواع ذات الصلة ترجع إلى التعبير الجيني التفاضلي وتنظيم نفس الجينات في كلا النباتين.
تعتبر النباتات شديدة التراكم ذات أهمية لقدرتها على استخراج المعادن من تربة المواقع الملوثة (المعالجة النباتية) لإعادة النظام البيئي إلى حالة أقل سمية. تمتلك النباتات أيضًا إمكانية استخدامها في تعدين المعادن من التربة ذات التركيزات العالية جدًا (المعالجة النباتية) عن طريق زراعة النباتات، ثم حصادها للمعادن في أنسجتها.
قد تكون الميزة الجينية للتراكم المفرط للمعادن في أن المستويات السامة للمعادن الثقيلة في الأوراق تردع الحيوانات العاشبة أو تزيد من سمية المستقلبات الأخرى المضادة للعشب.